# Philippe Hecquet
Pour les articles homonymes, voir Hecquet.
Philippe Hecquet (11 février 1661 à Abbeville paroisse Saint-Georges en France - 11 avril 1737 à Paris couvent des carmélites du faubourg , Saint-Jacques en France), Inhumé le 23 mai 1737 à Paris dans l'église au bas de la nef, couvent des carmélites du faubourg Saint-Jacques était un médecin célèbre de son temps.

## Biographie
Il est fils de Jacques Hecquet, maître et marchand cordier de la paroisse Saint Georges, et de Catherine Pigné.
Il naît d'une famille qui produit plusieurs hommes de mérite comme son frère aîné Antoine qui fut doyen de l'Église Saint-Vulfran. Élevé religieusement et attentivement par ses parents, il se consacre totalement à l'étude de la médecine. Il fait ses études de médecine sur Abbeville puis à Paris. Reçu docteur de la faculté à Reims en 1684, il débute en exerçant sur son lieu de naissance à Abbeville pendant deux ans. Puis, désirant approfondir ses connaissances, il se rend à Paris. Là, ayant suivi le cursus médical avec « de grandes louanges », il reçoit le plus haut grade du doctorat.
Appelé à l'ermitage de Port-Royal des Champs afin d'exercer la médecine auprès des religieuses, il soigne pendant quatre ans (1688-1693), de manière assidue et avec bonheur les malades, sur place et à l'extérieur. Il se soumet au régime rigoureux du monastère, se voue au jeûne, à l'abstinence.
Il retourne ensuite à Paris, enrichi de connaissance et de foi, mais pas en biens. On se hâte de le nommer docteur-régent, avec la charge d'enseigner la matière médicale. Il progresse tant par un travail tenace et un long exercice de la médecine, qu'il atteint une parfaite connaissance de la médecine.
Il est l'un des médecins les plus brillants de son temps. Il étudie la théologie à Navarre, avant de s'agréger au collège des médecins d'Abbeville puis à la Chambre royale des médecins provinciaux établis à Paris. Docteur de la faculté de Paris en 1697, il est le médecin du prince et de la princesse de Condé (1709-1723) comme de la maison de Vendôme, du couvent des Carmélites du faubourg Saint-Jacques. Il donne de son vivant une grande partie de ses livres (2,600 volumes) à la bibliothèque de la faculté dont il fut doyen de 1712 à 1714.
Il écrit énormément et à ce travail intensif il ruine sa propre santé, et se retire chez les carmélites du faubourg Saint-Jacques. Il y passe les dix dernières années de sa vie dans les pratiques les plus austères. Il mangeait très peu et ne buvait que de l'eau, disant que les cuisiniers étaient les auteurs de toutes les maladies. Il regardait le tabac comme pernicieux. La saignée à ses yeux reste l'idéal, ainsi que l'eau comme unique boisson. Aussi il ne manqua pas de s'attirer les satires. On dit que Lesage dans son Gil Blas le peint sous le nom du docteur Sangrado (saignée en espagnol), ce médecin attardé, et dans ce même ouvrage il est impossible de ne pas le reconnaître sous le nom de Hocquetos.
Bien que pieux janséniste, il nie la réalité des convulsions, ce qui lui attire, pendant longtemps, les âpres critiques des croyants.
Il est l'auteur de nombreux livres de médecine comme : Médecine des pauvres, De L'indécence aux hommes d'accoucher les femmes, La médecine, la chirurgie et la pharmacie des pauvres…
Il a légué de son vivant la plus grosse partie de sa bibliothèque à l’École de médecine.
Décédé à l'âge de 76 ans le 11 avril 1737 au couvent des carmélites du faubourg Saint-Jacques à Paris, il y est inhumé dans l'église au bas de la nef.
Épitaphe qui se trouve sur la tombe de Philippe HECQUET :
"Ci-gît Philippe Hecquet, Docteur-régent de la Faculté de Médecine de Paris, né à Abbeville, le 11 février 1661."

## Œuvres
- Lettre sur la convulsionnaire en extase ou la vaporeuse en rêve [S.l.] : [s.n.], 1736 (Texte intégral.)
- La suceuse convulsionnaire ou la Psylle miraculeuse [s.l.] : [s.n.], 1736. (Texte intégral.)
- La Médecine des Pauvre
- La médecine, la chirurgie et la pharmacie des Pauvres
- De L’indécence aux hommes d'accoucher les femmes